# Tectaria luchunensis
Tectaria luchunensis là một loài thực vật có mạch trong họ Dryopteridaceae. Loài này được S.K. Wu mô tả khoa học đầu tiên năm 2002.